# 恩斯特·格拉赫
恩斯特·格拉赫（德語：Ernst Gerlach，1947年3月19日—），德国男子手球运动员。他曾代表东德参加1980年夏季奥林匹克运动会手球比赛，获得一枚金牌，他在比赛期间共贡献两粒进球。